# Cinglis reducta
Cinglis reducta là một loài bướm đêm trong họ Geometridae.